# Xavier Perrier-Michon
Xavier Perrier-Michon, né le 12 septembre 1912 à Saint-Laurent-en-Grandvaux et mort le 13 décembre 1985 à Nice, est un homme politique français.

## Biographie
Notaire, maire de Saint-Usuge, conseiller général du canton de Louhans (1958-1970), il est élu sénateur lors du des ultimes élections sénatoriales de la Quatrième République en juin 1958. Il n'est pas réélu en avril 1959.

## Détail des fonctions et des mandats

### Mandat parlementaire
- 8 juin 1958 - 26 avril 1959 : Sénateur de Saône-et-Loire